# Costante di Apéry
In matematica la costante di Apéry è un numero che si incontra in una grande varietà di situazioni. Essa è definita come un particolare valore assunto dalla funzione zeta di Riemann: {\displaystyle \zeta (3)}, 
{\displaystyle \zeta (3)=1+{\frac {1}{2^{3}}}+{\frac {1}{3^{3}}}+{\frac {1}{4^{3}}}+\ldots }
Per il suo valore in forma decimale si trova 
{\displaystyle \zeta (3)=1,20205\;69031\;59594\;28539\;\ldots }

## Teorema di Apéry
La costante prende il nome dal matematico francese Roger Apéry, che nel 1977 ha dimostrato che essa è un numero irrazionale. Questo risultato prende il nome di teorema di Apéry. La dimostrazione originale è complessa e non è facile coglierne le linee; negli anni successivi sono state trovate dimostrazioni più brevi che si servono dei polinomi di Legendre.
Questo risultato è rimasto del tutto isolato: in effetti si sa ben poco dei valori {\displaystyle \zeta (n)} per altri argomenti interi dispari {\displaystyle n}.

## Rappresentazione mediante serie
Nel 1772 Eulero ha fornito la rappresentazione mediante serie
{\displaystyle \zeta (3)={\frac {\pi ^{2}}{7}}\left[1-4\sum _{k=1}^{\infty }{\frac {\zeta (2k)}{(2k+1)(2k+2)2^{2k}}}\right]}
che successivamente è stata riscoperta e ridimostrata varie volte, in particolare da Ramaswami nel 1934.
Simon Plouffe ha fornito diverse altre serie che hanno il pregio di convergere rapidamente, cioè di garantire varie nuove cifre sicure con ciascuna nuova somma parziale. Tra queste rappresentazioni vi sono le seguenti:
{\displaystyle \zeta (3)={\frac {7}{180}}\pi ^{3}-2\sum _{n=1}^{\infty }{\frac {1}{n^{3}(e^{2\pi n}-1)}}}
e
{\displaystyle \zeta (3)=14\sum _{n=1}^{\infty }{\frac {1}{n^{3}\sinh(\pi n)}}-{\frac {11}{2}}\sum _{n=1}^{\infty }{\frac {1}{n^{3}(e^{2\pi n}-1)}}-{\frac {7}{2}}\sum _{n=1}^{\infty }{\frac {1}{n^{3}(e^{2\pi n}+1)}}}
Relazioni simili per i valori della zeta in corrispondenza di argomenti dispari {\displaystyle \zeta (2n+1)} sono presentati nell'articolo costanti zeta.
Molte altre rappresentazioni mediante serie sono state trovate: tra queste ricordiamo: 
{\displaystyle \zeta (3)={\frac {8}{7}}\sum _{k=0}^{\infty }{\frac {1}{(2k+1)^{3}}}}
{\displaystyle \zeta (3)={\frac {4}{3}}\sum _{k=0}^{\infty }{\frac {(-1)^{k}}{(k+1)^{3}}}}
{\displaystyle \zeta (3)={\frac {5}{2}}\sum _{n=1}^{\infty }(-1)^{n-1}{\frac {(n!)^{2}}{n^{3}(2n)!}}}
{\displaystyle \zeta (3)={\frac {1}{4}}\sum _{n=1}^{\infty }(-1)^{n-1}{\frac {56n^{2}-32n+5}{(2n-1)^{2}}}{\frac {((n-1)!)^{3}}{(3n)!}}}
{\displaystyle \zeta (3)=\sum _{n=0}^{\infty }(-1)^{n}{\frac {205n^{2}+250n+77}{64}}{\frac {(n!)^{10}}{((2n+1)!)^{5}}}}
e
{\displaystyle \zeta (3)=\sum _{n=0}^{\infty }(-1)^{n}{\frac {P(n)}{24}}{\frac {((2n+1)!(2n)!n!)^{3}}{(3n+2)!((4n+3)!)^{3}}}} ;
qui si è posto 
{\displaystyle P(n):=126392n^{5}+412708n^{4}+531578n^{3}+336367n^{2}+104000n+12463.}
Alcune di queste rappresentazioni sono state usate per calcolare la costante di Apéry con molti milioni di cifre.